# هوارد روسينمان
هوارد روسينمان (بالإنجليزية: Howard Rosenman)‏ هو منتج أفلام وممثل أمريكي، ولد في 1 فبراير 1945 في الولايات المتحدة.

## أعمال

### أفلام
- (2008) ميلك[7][8]

## وصلات خارجية
- هوارد روسينمان على موقع IMDb (الإنجليزية)
- هوارد روسينمان على موقع ألو سيني (الفرنسية)
- هوارد روسينمان على موقع أول موفي (الإنجليزية)
- هوارد روسينمان على موقع قاعدة بيانات الأفلام السويدية (السويدية)
- هوارد روسينمان على موقع قاعدة بيانات الفيلم (الإنجليزية)
- هوارد روسينمان على موقع كينوبويسك (الروسية)